# Středomoravský župní přebor 1998/1999
V soubojích 11. ročníku Středomoravského župního přeboru 1998/99 (jedna ze skupin 5. fotbalové ligy) se utkalo 15 týmů každý s každým dvoukolovým systémem podzim–jaro. Tento ročník začal v srpnu 1998 a skončil v červnu 1999.
Před začátkem jarní části odstoupilo mužstvo SK Slovácká Viktoria Bojkovice, jehož výsledky byly anulovány a stalo se prvním sestupujícím. Soutěž dohrál lichý počet mužstev (15), totéž se opakovalo v sezoně 2006/07.

## Nové týmy v sezoně 1998/99
- Z Divize D 1997/98 sestoupilo do Středomoravského župního přeboru mužstvo FC Veselí nad Moravou, z Divize E 1997/98 žádné mužstvo.
- Ze skupin I. A třídy Středomoravské župy 1997/98 postoupila mužstva TJ Sokol Kateřinice (vítěz skupiny A)[2] a SFK Břestek (vítěz skupiny B).[2]

## Konečná tabulka
Zdroje: 
| Poř. | Tým                            | Z  | V  | R | P  | VG | OG | B  |
| ---- | ------------------------------ | -- | -- | - | -- | -- | -- | -- |
| 1.   | FK Bystřice pod Hostýnem       | 28 | 21 | 3 | 4  | 77 | 23 | 66 |
| 2.   | SK VTJ Spartak Hulín           | 28 | 15 | 8 | 5  | 57 | 27 | 53 |
| 3.   | TJ Spartak Hluk                | 28 | 16 | 5 | 7  | 41 | 25 | 53 |
| 4.   | FC Inpos Kostelec              | 28 | 15 | 6 | 7  | 56 | 36 | 51 |
| 5.   | FC Morkovice                   | 28 | 13 | 4 | 11 | 59 | 43 | 43 |
| 6.   | TJ Sokol Kateřinice (N)        | 28 | 13 | 2 | 13 | 45 | 54 | 41 |
| 7.   | FC Viktoria Otrokovice         | 28 | 11 | 7 | 10 | 40 | 44 | 40 |
| 8.   | SK HS Hradčovice               | 28 | 11 | 4 | 13 | 46 | 51 | 37 |
| 9.   | FC Veselí nad Moravou (S)      | 28 | 11 | 4 | 13 | 43 | 55 | 37 |
| 10.  | SFK Břestek (N)                | 28 | 10 | 5 | 13 | 30 | 40 | 35 |
| 11.  | TJ Baník Šardice               | 28 | 9  | 7 | 12 | 43 | 40 | 34 |
| 12.  | FC Velké Karlovice             | 28 | 10 | 2 | 16 | 39 | 54 | 32 |
| 13.  | TJ Baník Mikulčice             | 28 | 9  | 4 | 15 | 25 | 41 | 31 |
| 14.  | SK Hodonín                     | 28 | 7  | 5 | 16 | 34 | 51 | 26 |
| 15.  | TJ Sokol Podlesí               | 28 | 3  | 6 | 19 | 30 | 81 | 15 |
| 16.  | SK Slovácká Viktoria Bojkovice | –  | –  | – | –  | –  | –  | –  |

Poznámky:
- Z = Odehrané zápasy; V = Vítězství; R = Remízy; P = Prohry; VG = Vstřelené góly; OG = Obdržené góly; B = Body; (S) = Mužstvo sestoupivší z vyšší soutěže; (N) = Mužstvo postoupivší z nižší soutěže (nováček)
- Mužstvo SK Slovácká Viktoria Bojkovice odstoupilo ze soutěže a jeho výsledky byly anulovány.[1]

|  | Postup do Divize E 1999/00                               |
|  | Sestup do I. A třídy Středomoravské župy – sk. A 1999/00 |
|  | Sestup do I. A třídy Středomoravské župy – sk. B 1999/00 |